# お誕生日おめでとう (長崎放送)
お誕生日おめでとう（おたんじょうびおめでとう）は、長崎放送が製作するラジオ番組である。

## 概要
半世紀近く続くNBCラジオの長寿番組。小学生以下の子供たちを対象に、両親・祖父母・親戚からのメッセージをプレゼント曲(リクエスト曲)とともに読む番組。平日帯番組であり、土曜日分の紹介は金曜日に、日曜日分の紹介は月曜日に行っている。生放送であるが、郵送の場合は整理の都合上誕生日から数えて10日前までの必着を締切日としている。
近年では、満腹ワイド ラジDONぶり、情報コンビニ 午後ですよ、情報コンビニ 午後ゴGO!!といった、昼ワイド番組内のコーナーとして放送されていたが、2017年3月の午後ゴGO!!の終了とともに、独立番組化している。
なお、昼ワイド時代は、佐賀長崎別プログラムの時間である15時からの放送だったが、佐賀で放送されていた、別腹ワイド サガDONぶり、情報コンビニ 佐賀ですよにおいても、同時間帯に佐賀向けの同コーナーを放送していた。独立番組となってからは、佐賀長崎同内容での放送となっている。
なお、「佐賀ですよ」においては、毎週金曜日は、「大人のお誕生日おめでとう」を放送していた。こちらは、原則として中学生以上の、誕生日に限らず各種記念日を祝うコーナーとなっている。こちらは、「佐賀ですよ」終了後も、こっとんIスタジオに引き継がれ、現在はひるかラ金曜日で同コーナーが放送されており、これにより同コーナーが長崎でも放送されることとなった。
この種の番組はワイド番組の1コーナーやメッセージとして読まれるケースが多いが当番組のように完全に独立した形で放送しているのは他に秋田放送がある。また2020年12月までは茨城放送でも放送されていた。

## 放送時間
- 月曜 - 金曜 16:00 - 16:10

## パーソナリティ
昼ワイドコーナー時代については各記事を参照。本項では独立番組となった2017年4月以降のパーソナリティーについて記述する。
- 上谷理佳

過去のパーソナリティ
- 得丸典子（2018年度途中～2019年3月。上谷の産休による代役）